# Bernhard H. F. Taureck

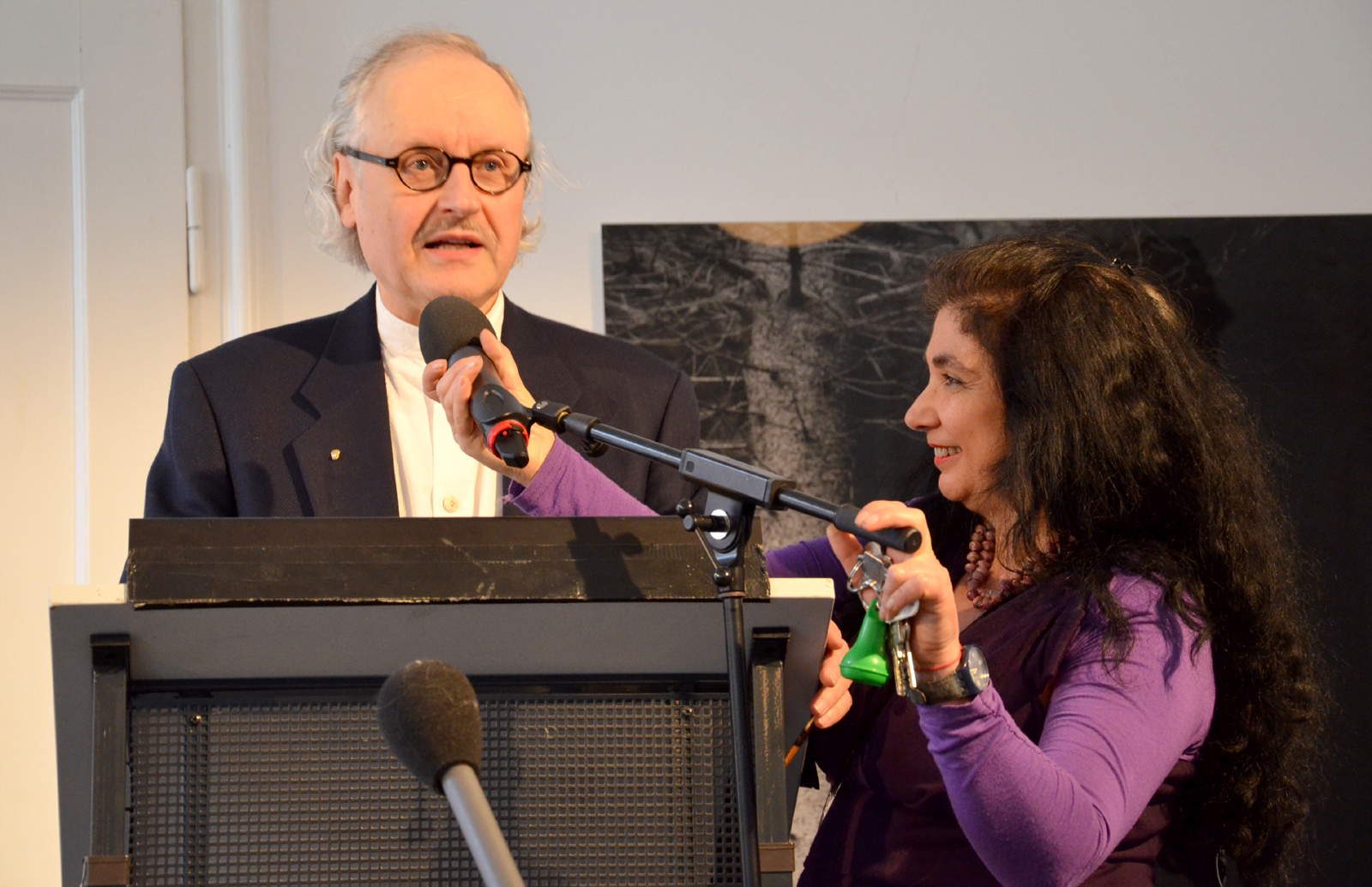
Bernhard Taureck mit Assunta Verrone 2014 im Künstlerhaus während des 4. Festivals der Philosophie

Bernhard H. F. Taureck (* 17. Dezember 1943 in Hildesheim) ist ein deutscher Philosoph.

## Leben

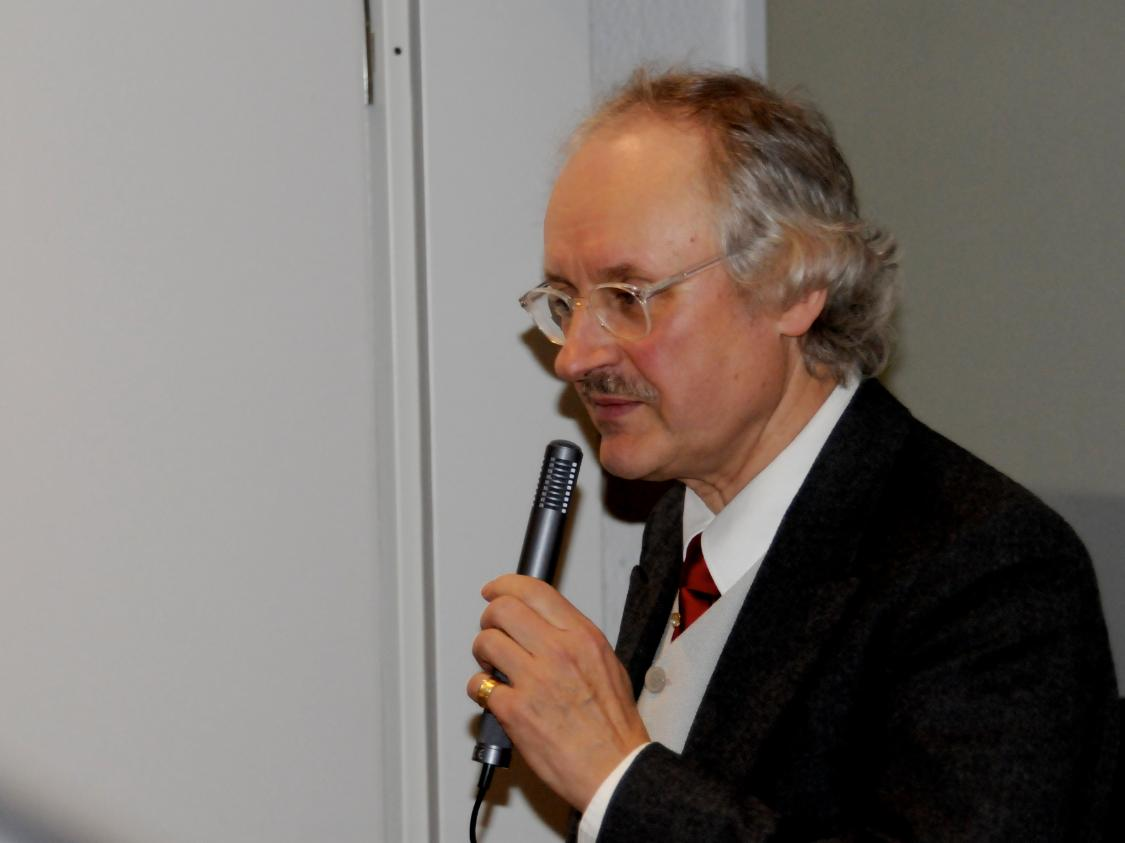
Bernhard H. F. Taureck um 2009

Taureck studierte Philosophie, Germanistik, Romanistik und Gräzistik in Hamburg und Tübingen. Daneben interessierte er sich früh für die Malerei und das Theater. 1972 promovierte er an der Universität Tübingen mit einer Dissertation über Mathematische und transzendentale Identität. Er wurde Assistent für Philosophie an der Universität Wien. 1986 habilitierte er sich an der Universität Hamburg mit einer Arbeit über Nietzsches Alternativen zum Nihilismus. Von 1976 bis Januar 2007 unterrichtete er Deutsch, Philosophie, Französisch und Werte und Normen am Kaiser-Wilhelm- und Ratsgymnasium Hannover. Er schrieb auch einen Lehrplan für Philosophie in Niedersachsen. Daneben wurde er Professor an der Technischen Universität Braunschweig und publiziert seit den achtziger Jahren vor allem zur Philosophie Nietzsches, zur französischen Philosophie des 20. Jahrhunderts sowie zur politischen Philosophie.
2004 veröffentlichte Taureck Metaphern und Gleichnisse in der Philosophie als ersten Band einer auf drei Bände angelegten Studie. Seither steht die philosophische Metaphorologie im Zentrum seiner wissenschaftlichen Arbeit, wobei er literaturwissenschaftliche, phänomenologische und geistesgeschichtliche Aspekte in gleicher Weise berücksichtigt. Seine Methode ist primär hermeneutisch. Eine wichtige Rolle in seinem Denken spielt zudem die Einbeziehung literarischer Elemente aus der gesamten klassischen und neuen europäischen Weltliteratur.
Er publizierte zu Nietzsche, zur Französischen Philosophie des 20. Jahrhunderts, zur Metaphorologie, aber auch zu ethisch-politischen Fragen einschließlich der Sophistik und der Klassischen Griechischen Philosophie. Sein politisches Interesse schloss zudem eine Beschäftigung mit Cervantes, Shakespeare, Rousseau und Habermas ein. Zu seinem Buch „Drei Wurzeln des Krieges, und warum nur eine nicht ins Verderben führt“ erschien 2021 der Sammelband „Radikalität und Zukunft des Krieges. Bernhard H. F. Taurecks Theorie des Krieges in interdisziplinärer Diskussion“, bei Nomos, der von Burkhard Liebsch herausgegeben wurde.
Taureck tritt in Vorträgen und Veröffentlichungen für die Idee eines bedingungslosen Grundeinkommens ein.
Taureck hat drei Kinder und lebt in Alf.

## Veröffentlichungen

### Bücher
Autor:
- Mathematische und transzendentale Identität. Philosophische Untersuchungen über den Identitätsbegriff der mathematischen Logik sowie bei Schelling und Hegel. Oldenbourg, München 1973, ISBN 3-486-47661-0. (zugl. Diss., Tübingen 1971/72)
- Das Schicksal der philosophischen Konstruktion. (= Überlieferung und Aufgabe. Abhandlungen zur Geschichte und Systematik der europäischen Philosophie. Bd. XIV). Oldenbourg, Wien 1975, ISBN 3-486-48061-8.
- Die Zukunft der Macht. Ein philosophisch-politischer Essay. Königshausen & Neumann, Würzburg 1983, ISBN 3-88479-110-9.
- Französische Philosophie im 20. Jahrhundert. Analysen, Texte, Kommentare. Rowohlt, Reinbek 1988, TB 1997, ISBN 3-499-55481-X.
- Nietzsches Alternativen zum Nihilismus. Junius, Hamburg 1991, ISBN 3-88506-184-8. (= Habilitationsschrift, Hamburg 1985)
- Nietzsche und der Faschismus. Eine Studie über Nietzsches politische Philosophie und ihre Folgen. Junius, Hamburg 1989. (Neuausgabe: Reclam, Leipzig 2000, ISBN 3-88506-169-4)
- Ethikkrise–Krisenethik. Analysen, Texte, Modelle. Rowohlt, Reinbek 1992, ISBN 3-499-55525-5.
- Psychoanalyse und Philosophie. Lacan in der Diskussion. Fischer, Frankfurt am Main 1992, ISBN 3-596-10911-6.
- Die Sophisten zur Einführung. Junius, Hamburg 1995, ISBN 3-88506-910-5. (Neuausgabe Wiesbaden: Panorama 2005)
- mit anderen: Ausländerfeindschaft ist Zukunftsfeindschaft. Plädoyer für eine kulturintegrative Gesellschaft. Fischer, Frankfurt am Main 1996, ISBN 3-596-11735-6.
- Michel Foucault. Mit Selbstzeugnissen und Bilddokumenten. Rowohlt, Reinbek 1997, ISBN 3-499-50506-1.
- William Shakespeare zur Einführung. Junius, Hamburg 1997, ISBN 3-88506-956-3.
- Nietzsche-ABC. Reclam, Leipzig 1999, ISBN 3-379-01679-9.
- Macchiavelli-ABC. Reclam, Leipzig 2002, ISBN 3-379-20016-6.
- Metaphern und Gleichnisse in der Philosophie. Suhrkamp, Frankfurt am Main 2004, ISBN 3-518-29266-8.
- Philosophieren: Sterben lernen. Suhrkamp, Frankfurt am Main 2005, ISBN 3-518-29332-X.
- Lévinas zur Einführung. 4. Auflage. Junius, Hamburg 2006, ISBN 3-88506-629-7.
- Zwischen den Bildern. Metaphernkritische Essays über Liberalismus und Revolution. Merus, Hamburg 2006, ISBN 3-939519-02-2.
- Die Menschenwürde im Zeitalter ihrer Abschaffung. Merus, Hamburg 2006, ISBN 3-939519-14-6.
- Don Quijote als gelebte Metapher. Wilhelm Fink, Paderborn 2008, ISBN 978-3-7705-4721-0.
- Rousseau. Mit Selbstzeugnissen und Bilddokumenten. Rowohlt, Reinbek 2009, ISBN 978-3-499-50699-4.
- Die Antworten der Philosophen. Ein Lexikon. Wilhelm Fink, Paderborn 2009, ISBN 978-3-7705-4780-7.
- Gleichheit für Fortgeschrittene. Jenseits von „Gier“ und „Neid“. Wilhelm Fink, Paderborn 2010, ISBN 978-3-7705-4984-9.
- Manifest des veganen Humanismus. Wilhelm Fink, Paderborn 2015, ISBN 978-3-7705-5989-3.
- Hamlet, Widerstand gegen den Überwachungsstaat. Velbrück Wissenschaft, Weilerswist 2017, ISBN 978-3-95832-136-6.
- Drei Wurzeln des Krieges und warum nur eine nicht ins Verderben führt. Philosophische Linien in der Gewaltgeschichte des Abendlandes. Die Graue Edition, Zug 2019, ISBN 978-3-906336-76-3.
- mit Burkhard Liebsch: Drohung Krieg. Sechs philosophische Dialoge zur Gewalt der Gegenwart. Turia + Kant, Wien/Berlin 2020, ISBN 978-3-85132-967-4.

Herausgeber:
- Friedrich der Große und die Philosophie. Reclam, Stuttgart 1986, ISBN 3-15-003772-7.
- Politische Unschuld. In Sachen Martin Heidegger. Wilhelm Fink, Paderborn 2007, ISBN 978-3-7705-4537-7.
- mit Burkhard Liebsch (Hrsg.): Radikalität und Zukunft des Krieges: Theorie des Krieges in interdisziplinärer Diskussion. Nomos, Baden-Baden 2021, ISBN 978-3-8487-7040-3.
- mit Burkhard Liebsch (Hrsg.): Trostlose Vernunft? Vier Kommentare zu Jürgen Habermas' Konstellation von Philosophie und Geschichte. Felix Meiner Verlag, Hamburg 2021, ISBN 978-3-7873-3972-3.

### Essays (Auswahl)
- „Was du nicht willst, das man dir tu…“ Über Geschichte und Gegenwart des Begriffs „Toleranz“. SWR2, 8. Februar 2004.
- Poesie gegen Logik. Über Metaphern und Gleichnisse in der Philosophie. SWR2, 14. März 2004.
- Die Ikonologie des Todes. Aspekte einer neuen Bildlichkeit. SWR2, 25. März 2005.
- Revolution statt Evolution. Über den Siegeszug einer Metapher. SWR2, 19. Februar 2006.
- Menschenwürde über alles?. SWR2, 22. April 2007.
- Schluss mit dem Vegetierischen. Über ein neues Verhältnis von Mensch und Tier. SWR2, 25. November 2007.
- Wachstum über alles. Die Karriere einer Metapher. SWR2, 24. Mai 2009.
- Die Paradoxie der Überwachungsdemokratie. DLF, 29. Juni 2014